# Prowincja Luang Prabang
Luang Prabang (laot. ຫລວງພະບາງ) – prowincja Laosu, znajdująca się w północnej części kraju. Graniczy z Wietnamem. 
Według spisu powszechnego, w 2015 roku prowincja liczyła 431 889 mieszkańców, z czego 33.2% mieszkało w miastach. 12.4% mieszkańców prowincji mieszkało na terenach wiejskich, do których nie można dojechać drogą kołową.

## Podział administracyjny
Prowincja Luang Prabang dzieli się na dwanaście dystryktów :
1. Luang Prabang
2. Xieng Ngeun
3. Nan
4. Pak Ou
5. Nambak
6. Ngoi
7. Pak Xeng
8. Phonxay
9. Chomphet
10. Viengkham
11. Phoukhoune
12. Phonthong